# Pousafoles do Bispo
Pousafoles do Bispo era una freguesia portuguesa del municipio de Sabugal, distrito de Guarda.

## Historia
Fue suprimida el 28 de enero de 2013, en aplicación de una resolución de la Asamblea de la República portuguesa promulgada el 16 de enero de 2013 al unirse con las freguesias de Lomba y Pena Lobo, formando la nueva freguesia de Pousafoles do Bispo, Pena Lobo e Lomba.

## Patrimonio
En su territorio se encuentra el yacimiento arqueológico lusitano de Cabeço das Fráguas.